# Cynanchum natalitium
Cynanchum natalitium är en oleanderväxtart som beskrevs av Rudolf Schlechter. Cynanchum natalitium ingår i släktet Cynanchum och familjen oleanderväxter. Inga underarter finns listade i Catalogue of Life.